# Classe Kashima
Cet article concerne la classe de pré-dreadnought de la Première Guerre mondiale. Pour la classe de croiseurs légers du même nom, voir classe Katori.
La classe Kashima (ou classe Katori) fut la troisième classe de cuirassés de type pré-dreadnought de la Marine impériale japonaise.
Ces deux cuirassés de 1re classe ont été construits au Royaume-Uni, l'un sur le chantier naval Vickers de Barrow-in-Furness, et l'autre sur celui du fleuve Tyne dans le Nord de l'Angleterre.
Ils furent les derniers construits à l'étranger et équipés d'un éperon de proue.

## Histoire
Cette classe fut décidée en remplacement d'urgence des deux cuirassés Yashima et Hatsuse perdus au début de la guerre russo-japonaise de 1904-1905. Bien que les croiseurs cuirassés Nisshin et Kasuga furent émérites sur la ligne de bataille au cours de la bataille de Tsushima ils n'avaient ni la taille et la puissance de feu d'un cuirassé classique.
Comme la marine japonaise considérait qu'une flotte de six navires de guerre était le minimum nécessaire contre les menaces potentielles de la Chine, la Russie ou des États-Unis et n'avait pas encore la technologie et la capacité de construire ses propres cuirassés il se tourna de nouveau vers le Royaume-Uni qui venait de réaliser les classe Fuji et classe Shikishima.
Bien que la construction fut précipitée, la conception se fondant largement sur le cuirassé unique Mikasa, les navires ne purent être livrés avant la fin de la guerre russo-japonaise.

## Conception
La conception de cette classe de deux cuirassés est une version modifiée de la Classe King Edward VII de la Royal Navy avec l'innovation de l'utilisation de pulvérisateurs d'huile permettant une augmentation de la pression de la vapeur.
Pour son armement principal elle fut dotée des puissants Armstrong Whitworth de 305 mm de calibre 45 naval. Les quatre canons ont été montés en deux tourelles avant et arrière.
Son armement secondaire fut renforcé par l'ajout de 4 canons Vickers de 254 mm aux 12 canons à tir rapide de 152 mm de lutte contre les torpilleurs. Il était complété par des canons de 76 mm en casemates sur le pont supérieur. Il reçut aussi la dernière version de torpilles autopropulsée de l'ingénieur Robert Whitehead en quatre tubes sous la ligne de flottaison et un sur le pont.

## Service
Katori
Mis en service le 20 mai 1906, le Katori arriva trop tard pour la guerre russo-japonaise (1904-1905). De par l'évolution rapide de la technologie navale il était déjà obsolète au début de la Première Guerre mondiale.
Après la guerre, il transporta l'empereur Hirohito (1901-1989) pour un voyage en Europe en 1922. Il a été retiré du service le 20 septembre 1923 en conformité du Traité naval de Washington de 1922. Il a été démantelé en 1924 à l'arsenal naval de Maizuru.
Kashima
Lancé le 23 mai 1906 après la guerre-russo-japonaise, le Kashima fut obsolète dès le début de la première guerre mondiale.
Il a accompagné son sister-ship lors du voyage de l'empereur Hirohito en Europe.
Il a été mis hors service le 23 septembre 1923 en conformité du Traité naval de Washington de 1922 et démantelé en 1924. Certaines pièces d'artillerie furent récupérées et utilisées dans des batteries côtières en baie de Tokyo.

## Les unités de la classe
| Nom          | Quille          | Lancement      | Armement    | Chantier naval                                                     | Fin de carrière                                 | Photo |
| ------------ | --------------- | -------------- | ----------- | ------------------------------------------------------------------ | ----------------------------------------------- | ----- |
| Kashima (en) | 29 février 1904 | 22 mars 1905   | 23 mai 1906 | Armstrong Whitworth Newcastle upon Tyne Royaume-Uni                | désarmé le 23 septembre 1923 détruit le en 1924 |       |
| Katori (en)  | 27 avril 1904   | 7 juillet 1905 | 20 mai 1906 | Vickers Shipbuilding and Engineering Barrow-in-Furness Royaume-Uni | désarmé le 20 septembre 1923 détruit en 1924    |       |

## Sources
- (en) Cet article est partiellement ou en totalité issu de l’article de Wikipédia en anglais intitulé « Katori class battleship » (voir la liste des auteurs).